# Друзі мої, де ви?
«Друзі мої, де ви?» — український радянський анімаційний фільм, знятий у 1987 році студією Київнаукфільм. За мотивами твору американського дитячого письменника Доктора Сьюза «Слон і пушинка» або «Хортон чує хтошок!».

## Сюжет
Історія про доброго слона, який одного разу, завдяки своїм великим вухам, почув крихітних істот, які жили на пушинці кульбаби. Він стає їхнім другом і захисником, у той час як інші звірі вважають його божевільним і глузують з нього.

## Творча група
- Автори сценарію:  Генріх Сапгір, Доктор Сьюз (казка)
- Кінорежисер: Тадеуш Павленко
- Художник-постановник: Микола Чурилов
- Композитор: Олександр Осадчий
- Кінооператор: Анатолій Гаврилов
- Звукооператор: Віктор Груздєв
- Мультиплікатори: Олена Касавіна, Ніна Чурилова, Людмила Ткачикова, В. Врублевський,  Алла Грачова, І. Бородаєва, І. Кірєєв, Алла Чурикова, М. Антипова, Н. Руднік, В. Слободин
- Асистенти: Т. Швець, О. Янковська, І. Котков, В. Кисельова, Т. Черні, В. Єзерський
- Ролі: Людмила Логійко, Людмила Козуб, Ліна Будник, Л. Ігнатенко, Є. Погребінська, Давид Бабаєв
- Режисер монтажу: С. Васильєва
- Редактор: Світлана Куценко
- Директор знімальної групи: Іван Мазепа

## Дивись також
- Фільмографія ТО художньої мультиплікації студії «Київнаукфільм»